# Татран (Прешов)
Татран Прешов (на словашки: 1. FC Tatran Prešov) е словашки футболен клуб от град Прешов. Той е най-старият футболен отбор в Словакия. Основан е на 25 май 1898 година в Австро-Унгария като „ЕТВЕ“ (Ел'Переши Торна еш Виво Егешюлет Прешов). Играли са 32 сезона в Чехословашката първа дивизия. Въпреки че са били на няколко пъти близко до първото място никога не са го печелили. Най-големите им успехи са 2 втори места през 1965 и 1973 година. Губи и финалите на купата на Чехословакия през 1966 и 1992. В треньорския щаб има четирима българина – Ангел Червенков (мениджър), Марин Гадев (асистент-мениджър), Даниел Червенков (видео анализатор) и Ивайло Якимов (доктор на отбора и физиотерапевт).

## Успехи
Словакия
- Slovenský Pohár (Купа на Словакия) (1961 –)
  -  Носител (1): 1992
  -  Финалист (4): 1973, 1985, 1993/94, 1996/97
- Суперкупа на Словакия
  -  Финалист (1): 1994
- 2 лига на Словакия
  -  Шампион (2): 2007/08, 2015/16

 Чехословакия

### Национални
- Чехословашка първа лига (1925 – 93)
  -  Полуфинал (2): 1964/65, 1972/73
- 1.SNL (1-ва Словашка Национална футболна лига) (1969 – 1993)
  -  Шампион (2): 1979/80, 1989/90
  -  Трето място (1): 1963/64
- (Купа на Чехословакия)
  -  Носител (1): 1953
  -  Финалист (2): 1965/66, 1991/92

### Международни
- Купа Митропа:
  -  Носител (1): 1980/81
- ИнтерКупа
  -  Носител (1): 1978

## Предишни имена
| Години | Име                                                                                                 |
| ------ | --------------------------------------------------------------------------------------------------- |
| 1898   | „ЕТВЕ“ (Ел'Переши Торна еш Виво Егешюлет Прешов) l'Eperjesi Torna és Vívó Egyesület ("ETVE") Prešov |
| 1920   | „ТВЕ“ Прешов TVE Prešov                                                                             |
| 1931   | „Славия“ Прешов Slávia Prešov                                                                       |
| 1945   | „ПТС“ Прешов PTS Prešov                                                                             |
| 1947   | „ДСО Славия“ Прешов DSO Slavia Prešov                                                               |
| 1947   | „ДСО Снаха“ Прешов DSO Snaha Prešov                                                                 |
| 1948   | „Спарта Дукла“ Прешов Sparta Dukla Prešov                                                           |
| 1950   | „Дукла“ Прешов Dukla Prešov                                                                         |
| 1951   | „Дукла ЧССЗ“ Прешов Dukla ČSSZ Prešov                                                               |
| 1952   | „ЧССЗ“ Прешов ČSSZ Prešov                                                                           |
| 1953   | „ДСО Татран“ Прешов DSO Tatran Prešov                                                               |
| 1960   | „ТЙ Татран“ Прешов TJ Tatran Prešov                                                                 |
| 1989   | „Татран Агро“ Прешов Tatran Agro Prešov                                                             |
| 1991   | „ФК Татран“ Прешов FC Tatran Prešov                                                                 |
| 1996   | „Татран Букоза“ Прешов FC Tatran Bukóza Prešov                                                      |
| 1998   | „ФК Татран“ Прешов FC Tatran Prešov                                                                 |
| 2005 – | „1.ФК Татран“ Прешов 1.FC Tatran Prešov                                                             |

## Български футболисти
- Бранимир Костадинов: 2012 - (10 мача - 1 гол)